# هاوسا
هاوسا (به ترکی استانبولی: Havsa) شهری است در کشور ترکیه که در استان ادیرنه واقع شده‌است. جمعیت این شهر بر اساس سرشماری سال ۲۰۰۸ میلادی ۸٬۶۶۴ نفر و بر اساس برآوردهای سال ۲۰۰۹ میلادی ۸٬۷۸۱ نفر می‌باشد.